# Edgar Froese

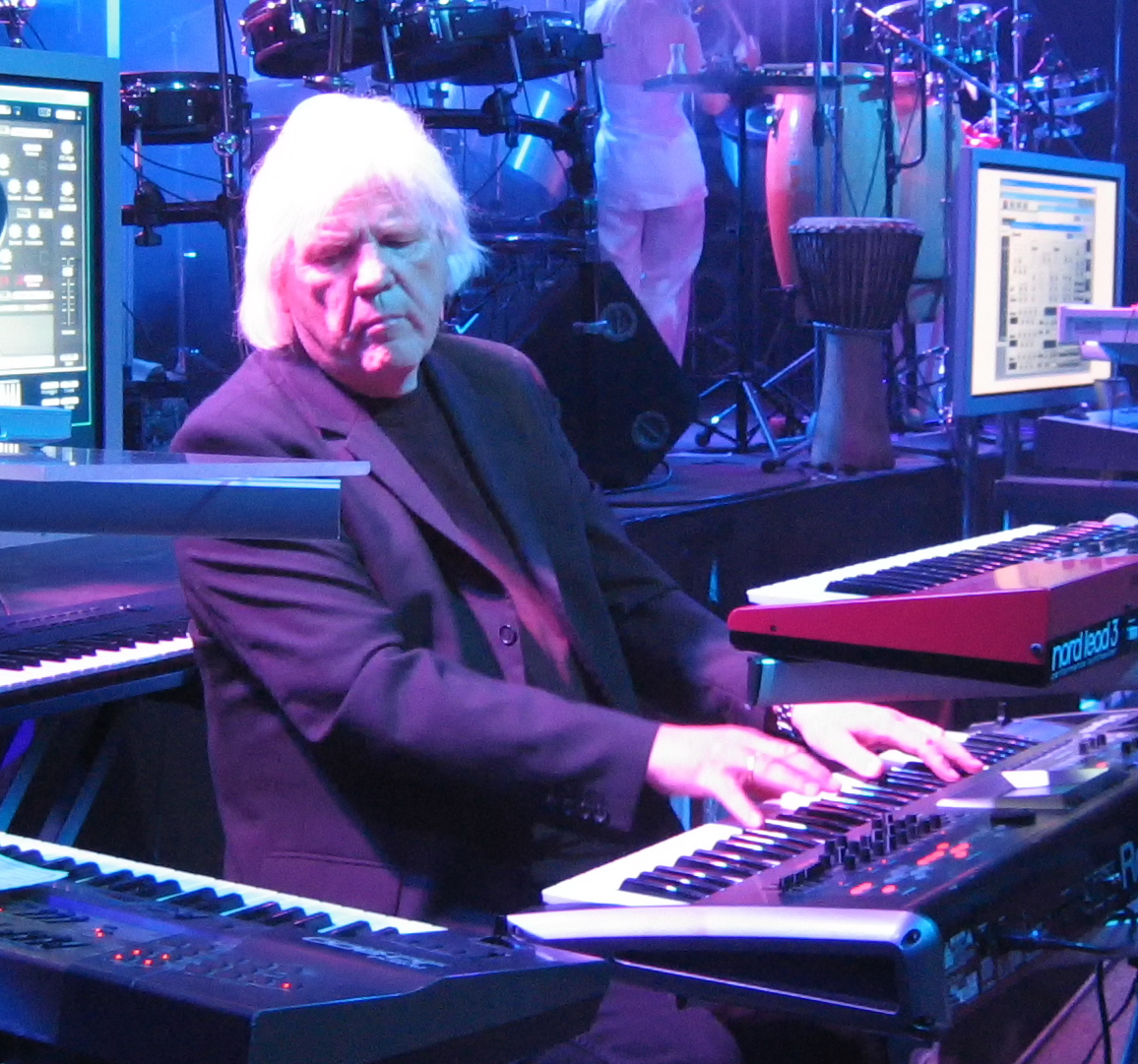
Edgar Froese 2007 in Eberswalde

Edgar Willmar Froese (* 6. Juni 1944 in Tilsit, Ostpreußen; † 20. Januar 2015 in Wien) war ein deutscher Komponist, Musiker und Künstler. Er gilt als Pionier der Elektronischen Musik und war Gründer der Gruppe Tangerine Dream.

## Kindheit und Studium
Froese wurde Ende des Zweiten Weltkriegs im ostpreußischen Tilsit geboren. Sein Vater und einige Verwandte wurden von Nationalsozialisten ermordet. Seine Mutter musste schon vor Ende des Krieges nach Berlin fliehen, wohin auch der Rest seiner Familie nach dem Krieg folgte. Froese kam aus einer Kaufmannsfamilie, und der Einzige, dem künstlerische Talente nachgesagt werden konnten, war sein Vater, der gerne Arien aus bekannten Opern sang. Da seine Familie während des Krieges allen Besitz verloren hatte, musste Froese mit 15 Jahren anfangen, für seinen Lebensunterhalt zu arbeiten. Mit 18 Jahren bekam er ein Hochbegabtenstipendium und studierte vier Jahre lang an der Berliner Akademie der Künste Malerei, Skulptur und Grafik. Um seine Ausbildung zu finanzieren, nahm er vielerlei Gelegenheitsarbeiten in einem Schauspielhaus an wie zum Beispiel Sloganschreiber, Entwurfzeichner, Radiosprecher, Schriftdesigner und Redenschreiber. Er wirkte somit früh bei Werbespots für IBM, Coca-Cola, Ford und viele andere Firmen mit. Einer seiner lukrativsten Aufträge war es, Werbeplakate für die Berliner Busse zu entwerfen. Er begann ein Abendstudium der Psychologie und Philosophie.

## Musikalische Entwicklung
Froese wollte ursprünglich klassischer Pianist werden. Er wandte sich schließlich der Gitarre zu und erlernte das Spielen autodidaktisch. Im Alter von 20 bis 23 Jahren gründete Froese mehrere Pop-Jazz- und Free-Jazz-Gruppen sowie Rockbands, welche er wieder verließ. Musik ohne Abenteuer war ihm „einfach zu langweilig“. Neben seinem Kunststudium und seinen musikalischen Ambitionen spielte er Hauptrollen in mehreren deutschen underground movies.
Im September 1967 gründete Froese mit Kommilitonen aus verschiedenen Fakultäten die erste Inkarnation von Tangerine Dream. Mit Gitarre, Geige, Bass und Schlagzeug spielten sie hauptsächlich auf Studentenpartys, Vernissagen und ähnlichen Sonderveranstaltungen. Die frühen Tangerine Dream waren für ihre kompromisslosen und fast anarchistischen Auftritte bekannt. Zu dieser Zeit kannte das underground movement fast keine Grenzen – je extremer der Auftritt, desto größer die Kultanhängerschaft. Ein Höhepunkt der Gruppe war der Auftritt für den Aktionskünstler Joseph Beuys und eine Serie von Konzerten in Salvador Dalís Villa im spanischen Portlligat bei Cadaqués. Dali selbst tanzte inmitten der Anwesenden und war an Froeses als „rotten, religious“ bezeichneten Musik genug interessiert, um ihn die Vorstellung dreimal wiederholen zu lassen. Wenn Bing Crosbys White Christmas in ohrenbetäubendem Gitarrenfeedback erklang oder ein Konzert mit einer einzigen 20-minütigen Bassnote begann und sich in Verkehrslärm vom Trafalgar Square auflöste, verstand das Publikum meistens, dass es der Gruppe darum ging, Strukturen traditioneller Popmusik und die darin enthaltenen Klischees zu demontieren. Nachdem eine Tonaufnahme aus einer obskuren Berliner Dachwohnung ihren Weg auf den Schreibtisch eines neugegründeten Schallplattenlabels gefunden hatte, begann für Froese eine der abenteuerlichsten Biografien, die er sich hätte vorstellen können.
Seine erste LP Electronic Meditation war im traditionellen, esoterischen Sinn überhaupt nicht meditativ. Musikalisch trafen Welten aus Samt und Sandpapier aufeinander. Dieses Album war in Deutschland – in Froeses Worten: „fast selbstverständlich“ – nicht erfolgreich. Die beiden Mitarbeiter des Projekts, Klaus Schulze und Conrad Schnitzler, verließen die Gruppe kurz danach, um Solokarrieren einzuschlagen. Froese führte die Gruppe weiter und nahm noch drei Alben mit unterschiedlicher Besetzung bei Ohr Records auf. Er bekam dann ein vielversprechendes Angebot des damals neuen britischen Labels Virgin Records. Mit dessen Begründer Richard Branson handelte Froese auf den Stufen eines Schallplattenladens im Londoner Stadtteil Notting Hill die Bedingungen des ersten großen Vertrags für Tangerine Dream aus. Nach zwei Tagen und einigen Partien Schach auf Bransons Hausboot auf der Themse begann eine zehn Jahre dauernde Zusammenarbeit, die Tangerine Dreams weltweite Karriere startete.

## Biografie
Bereits als Kind erlernte Froese das Klavierspielen. Froese gründete 1962 seine erste Gruppe, in der er Gitarre spielte. Allerdings hatte Froese damals noch nicht vor, Musiker zu werden. Später half ihm seine künstlerische Ausbildung bei der Gestaltung der Plattenhüllen, bei der seine Frau Monika mitwirkte. Sie gestaltete viele Cover für Tangerine Dream und gilt zurecht als die erste offizielle Fotografin der Band. 1970, im Jahr der Heirat von Edgar und Monika Froese, kam Sohn Jerome zur Welt.
Froese lernte Salvador Dalí kennen und folgte 1967 einer Einladung, in Dalís Villa in Spanien mehrere Privatkonzerte zu geben. Dort trafen sich Künstler zu happening afternoons. Die Darbietungen waren eine Mischung aus Musik, Literatur und Malerei und können als frühe Form einer Multimediapräsentation bezeichnet werden. Zur Einweihung von Dalís Christus-Statue im Juli 1967 koordinierten sie die Musik.
Zurück in Berlin, versuchte Froese, Gleichgesinnte zu finden, die wie er daran interessiert waren, nicht nur die Top 40 der amerikanischen Charts nachzuspielen. Bei den meisten Musiker stieß jedoch seine Vorstellung, Musik und visuelle Künste zusammenzubringen, auf Desinteresse. Mit ständig wechselnder Besetzung spielte Froese oft im Cafe Zodiac bei sogenannten „Nachtkonzerten“.
Aufgrund seines nordischen Aussehens bekam Froese den Spitznamen „Viking“. Mit der Band The Ones, die er bereits 1965 gegründet hatte, veröffentlichte er 1967 eine Single mit den Beat-Tracks Lady Greengrass/Love of Mine. Die Band spielte Rhythm and Blues und Rock ’n’ Roll.
Im September 1967 gründete Edgar Froese Tangerine Dream, deren Stil er maßgeblich beeinflusste. Mit ständig wechselnden Formationen brachte er mehr als achtzig Alben und Soundtracks heraus. Seine wichtigsten musikalischen Weggefährten waren dabei Klaus Schulze, Christopher Franke, Peter Baumann, Johannes Schmoelling, Paul Haslinger, Linda Spa und sein Sohn Jerome Froese.
Neben seiner Arbeit mit Tangerine Dream fand Froese immer wieder Zeit, Solo-Projekte umzusetzen und zu veröffentlichen.
So erschien Mitte des Jahres 1974 Edgar Froeses erste Solo-LP Aqua auf dem Deutschrocklabel Brain. Die Aufnahmen entstanden mit dem von Günther Brunschen (TU Berlin) entwickelten Kunstkopf.
Froeses zweites Solowerk Epsilon In Malaysian Pale entstand 1975, unter dem Einfluss einer Asienreise. „Das ist, als wenn man aus der ewigen Dunkelheit des Dschungels in das pralle Sonnenlicht eines Strandes tritt – aus den Träumen der Nacht in die Realität des Tages“, wird die Platte vom Melody Maker beschrieben.
1976 brachte Edgar Froese seine dritte Solo-LP unter dem Titel Macula Transfer auf den Markt. Deren Stücke tragen die recht eigenwilligen Namen von Flugnummern wie Qantas 611 oder OS 452.
Im Jahr 1976 wohnten David Bowie und Iggy Pop kurze Zeit bei Froese und seiner Familie, bevor beide in die Hauptstraße 155 in Schöneberg zogen. Bowie bezeichnete Froeses Album Epsilon in Malaysian Pale als „ein unglaublich schönes, verzauberndes, treffendes Werk… Das war der Soundtrack zu meinem Leben, als ich in Berlin wohnte.“
1978 erschien Froeses viertes Soloalbum Ages. Inspiriert hat ihn hierbei nach eigener Aussage der spanische Architekt Antonio Gaudí sowie der US-amerikanische Schriftsteller Henry Miller und Fritz Langs Metropolis.
Auf dem 1979er Album Stuntman verwendete Froese erstmals digitale Klänge. Unterstützt wurde er dabei durch den Hamburger Ingenieur Wolfgang Palm. Aus diesem Album stammt auch Froeses einzige Single Stuntman/Scarlet Score for Mescalero.
Edgar Froese schrieb 1982 den Soundtrack zu dem Wolf-Gremm-Film Kamikaze 1989 und veröffentlichte ihn unter seinem Namen bei Virgin. Der deutsche Film, in dem erstmals der deutsche Regisseur Rainer Werner Fassbinder in einer Hauptrolle zu sehen ist, entstand nach dem Roman Mord im 31. Stock des schwedischen Schriftstellers Per Wahlöö. Im Juni 1982 starb Fassbinder plötzlich, sodass dieser Film auch zugleich sein letztes cineastisches Werk darstellt.
Eine weitere Soloarbeit, Pinnacles, von Froese erschien 1983. Das Album wurde von der Musikszene als Produktion beschrieben, „die sich nicht durch Voluminösität, sondern durch die Intensität der Stimmungen und Atmosphären auszeichnet“. Der Titel bezieht sich auf jahrtausendealte Felsformationen im australischen Nambung-Nationalpark.
Erst 1995 brachte Edgar Froese mit der Doppel-CD Beyond The Storm ein weiteres, teilweise umstrittenes Soloprojekt heraus. Darauf befinden sich dreizehn remasterte ältere Titel sowie fünfzehn neue Stücke. Vor allem die überarbeiteten Stücke stießen bei einigen Fans auf Ablehnung. Bereits bei Tangerine Dream hatte Froese große Teile des Repertoires zeitgemäß überarbeitet und neu herausgegeben, was nicht immer auf Zustimmung traf.
Im Jahr 2000 starb Edgar Froeses Frau Monika nach langer Krankheit.
Mit seiner zweiten Frau Bianca Acquaye teilte Froese die Liebe zur Kunst, sie selbst malt Acryl-Bilder. Im Jahr 2004 hatten sie eine gemeinsame Ausstellung in Berlin. Bianca schuf auch die Bilder, die auf den Tangerine Dream-Alben Inferno und Purgatorio als Cover-Artwork zu sehen sind.
Unter dem Titel The Ambient Highway erschien 2004 eine fünfteilige CD-Kollektion, in der Froese älteres Material remastert und musikalisch weitergeführt hat. Auch hier finden sich im Cover Arbeiten seiner Frau.
2005 erschien Edgar Froeses letztes Soloalbum Dalinetopia. Im selben Jahr veröffentlichte er auch seine ersten sechs Soloalben auf seinem eigenen Label Eastgate Music. Aus rechtlichen Gründen wurden die Wiederveröffentlichungen neu abgemischt und zum Teil auch neu aufgenommen, was an veränderter Covergestaltung und der Künstlerangabe „Edgar W. Froese“ (anstelle von „by Edgar Froese“) erkennbar ist.
Froese war mit David Bowie, Brian Eno, Iggy Pop, George Moorse, Friedrich Gulda, Salvador Dalí und vielen anderen Weltstars befreundet.

## Lebensabend und Tod
Anfang 2013 hatte er einen schweren Unfall, als er auf Glatteis ausrutschte und eine Kopfverletzung erlitt, in deren Folge er ein halbes Jahr im Koma lag. Durch den erlittenen Kieferbruch konnte er zunächst weder essen noch sprechen. Noch Monate später hatte er erhebliche Probleme, sich zu artikulieren.
Edgar Froese starb am 20. Januar 2015 im Alter von 70 Jahren in Wien an einer Lungenembolie. Seine Asche wurde am 6. Februar 2015 am Friedhof der Feuerhalle Simmering bestattet (Abteilung 8, Ring 2, Gruppe 3, Nummer 221).
Seine im Herbst 2017 veröffentlichte, nach dem Album Force Majeure benannte Autobiografie konzentriert sich trotz des Zusatztitels auf die 70er und 80er Jahre.

## Diskografie
- Aqua (1974)
- Epsilon in Malaysian Pale (1975)
- Macula Transfer (1976)
- Ages (1978)
- Stuntman (1979)
- Electronic Dreams (Compilation 1979)
- Kamikaze 1989 Filmmusik für den gleichnamigen Film (1982)
- Pinnacles (1983)
- Beyond the Storm (1995)
- Introduction to the Ambient Highway (2003)
- Ambient Highway Vol. 1 (2003)
- Ambient Highway Vol. 2 (2003)
- Ambient Highway Vol. 3 (2003)
- Ambient Highway Vol. 4 (2003)
- Dalinetopia (2005)
- Orange Light Years (2005)
- Armageddon in the Rose Garden Part 1. Split-CD mit Ron Boots (2008)

## Filmografie (Auswahl)
- Auf Scheißer schießt man nicht. BRD 1969, Regie: Hansjürgen Pohland, 89 min, FSK: 18, mit Edgar Froese als Eddi und Musik von Tangerine Dream
- Warum die UFOs unseren Salat klauen. (Alternativtitel: Hallo, Checkpoint Charlie, auch: Checkpoint-Charly.) SciFi-Komödie, BR Deutschland, 1980, 91 Min., mit Edgar Froese als Außerirdischem.
- Tangerine Dream. Sound of another World. Dokumentarfilm, Deutschland, 2016, 58:32 Min., Buch und Regie: Margarete Kreuzer, Produktion: Tag/Traum, Eastgate, WDR, rbb, arte, Erstsendung: 25. November 2016 bei arte, Inhaltsangabe von arte, (Memento vom 26. November 2016 im Internet Archive).
- Revolution of Sound. Tangerine Dream. Dokumentarfilm, Deutschland, 2017, 86 Min., Buch und Regie: Margarete Kreuzer, Produktion: Tag/Traum, Eastgate, WDR, rbb, arte, Kinostart in Deutschland: 1. September 2017.

## Autobiografie
- Tangerine Dream – Force Majeure – 1967–2014, Berlin, Eastgate Music & Arts, 2017, ISBN 978-3-00-056524-3